# 줄리엣 밀스

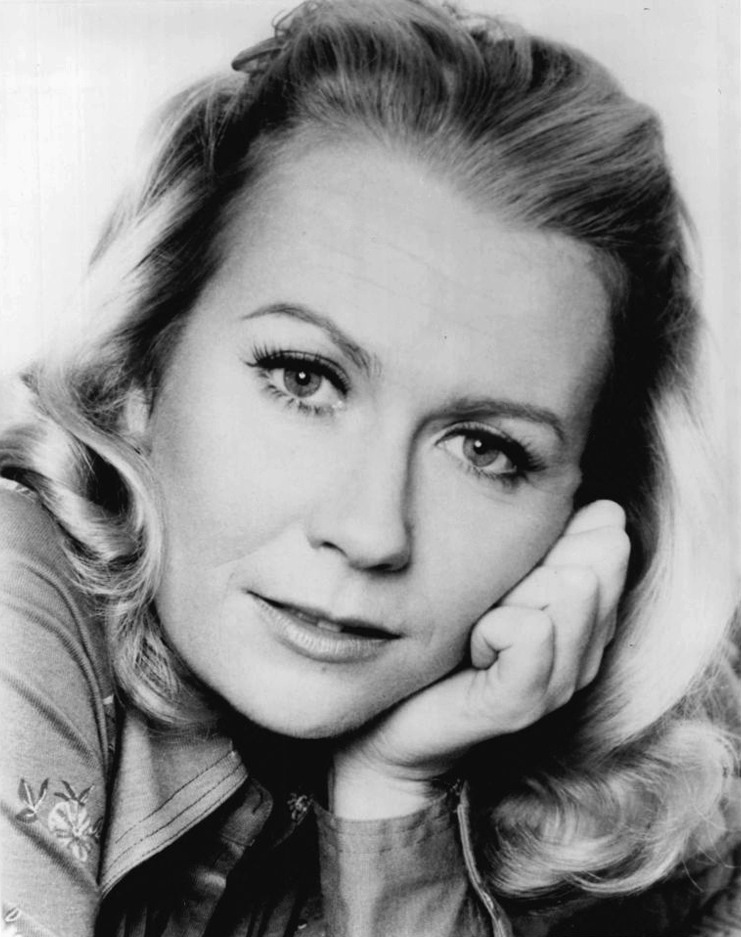

줄리엣 밀스(Juliet Mills, 1941년 11월 21일 ~ )는 영국의 연극 배우, 텔레비전 배우, 영화배우이다.
런던에서 태어났다.

## 영화
- 조, 더 메디슨 러너 (2017년)
- 럭키 스티프 (2015년)
- 영국 남자처럼 사랑하는 법 (2015년)
- 사랑하고 싶은 그녀 (1999년) - 위니 역
- 왁스웍 2 (1992년)
- 전선의 여우 (1990년)
- 베이사이드 얄개들 (1989년)
- 개같은 세상 (1984년)
- 호텔 - 시리즈 (1983년)
- 다이너스티 (1981년)
- 모정 (1979년)
- 꿈꾸는 낙원 (1978년)
- 사랑의 유람선 (1977년)
- 악령의 밤(영어판) (1974년)
- 갈매기의 꿈 (1973년)
- 아반티! (1972년)
- 데이빗 프로스트 쇼 (1969년)
- 오 왓 어 러브리 워 (1969년)